# 노 코멘트
노 코멘트(no comment)는 응답자가 답변을 원치 않는다는 저널리즘적 취조의 응답에 사용되는 문구이다. 공인(公人)은 질문 받은 문제에 대해 코멘트를 거절하거나 문제에 관해 아무것도 언급할 필요가 없다.
“노 코멘트”는 화자가 주제에 관해 어떠한 것도 이야기하지 않도록 결정하는 것을 말한다. 해당 자료를 오프 더 레코드로 간주하거나 기타 방법으로 기밀로 유지해 달라는 요청은 아니다. 발표자가 주제에 대해 이야기하고 싶지만 출처로 이름이 지정되는 것을 원하지 않는 경우 해당 답변이 출처 표시에 사용되지 않는다는 언론인의 명시적인 동의를 미리 얻어야 한다.
영국, 미국 등 많은 영어권 국가에서 이 문구는 특히 대중문화에서 범죄 수사에서 용의자나 인터뷰 대상자가 묵비권을 행사하고자 하는 경우에 흔히 사용되는 문구이기도 하다.

## 용어
질문에 관해 상투적인 답변을 한 최초의 기록은 1950년 찰스 로스(Charles Ross: 해리 트루먼 대통령의 백악관 언론 비서)에 의해서였다.

## 비판
일부 홍보 전문가들은 언론과 협력하는 목표 중 하나가 문제가 화제가 되기 전에 문제를 해결하는 것이라고 말하면서 노 코멘트 사용에 반대했다. 노 코멘트로 표하는 것은 언론이 공백을 채우는 것을 허용하고, 홍보의 초점을 다른 곳으로 돌리며, 핵심 메시지를 전달할 기회를 희생하는 것이다.

## 같이 보기
- 무음